# Cupaniopsis sylvatica
Cupaniopsis sylvatica är en kinesträdsväxtart som beskrevs av André Guillaumin. Cupaniopsis sylvatica ingår i släktet Cupaniopsis och familjen kinesträdsväxter. Inga underarter finns listade i Catalogue of Life.